# واهاک مارقوسیان
واهاک مارقوسیان (به ارمنی Վահակ Մարղուսեան - به انگلیسی Vahak Marghussian)، (زاده ۱۳۲۷ خورشیدی، در تهران)، مهندس متالورژی، کارشناس ارشد مواد فلزی و سرامیکی و دکترا در رشته سرامیک می‌باشد. واهاک مارقوسیان بنیانگذار سرامیک نوین ایران، و دارای لقب پدر علم سرامیک در ایران می‌باشد.

## تحصیل
- کارشناسی، مهندسی متالورژی، ایران، دانشگاه صنعتی شریف، ۱۳۵۳ خورشیدی
- کارشناسی ارشد، مواد سرامیکی و فلزی، انگلستان، دانشگاه ویکتوریا منچستر، ۱۳۵۶ خورشیدی
- دکترای، رشته سرامیک، انگلستان، دانشگاه ویکتوریا منچستر، ۱۳۵۹ خورشیدی

## سمت‌ها و مسئولیت‌ها
واهاک مارقوسیان در زمینه پژوهشی مسئولیت هدایت ۱۲ پروژه تحقیقاتی، به ویژه در ارتباط با شیشه، (از جمله ۳ پروژه ملی) را عهده‌دار بوده‌است. از دیگر سمت‌ها و مسئولیت‌های ایشان عبارتند از:
- مسئول برنامه‌ریزی رشته سرامیک در دو سطح کارشناسی و کارشناسی ارشد در ستاد انقلاب فرهنگی سال ۱۳۶۱
- ریاست هیئت مدیره انجمن سرامیک ایران از سال ۱۳۷۲ تا ۱۳۸۱
- عضو هیئت علمی دانشگاه علم و صنعت ایران از سال ۱۳۶۱

## زمینه‌های تدریس
- ساختار سرامیکها، تئوری شیشه، سرامیکها و کاربرد آن در مهندسی پزشکی، تئوری پیشرفته شیشه

## جوائز و نشانها
- کتاب سال (شیشه:ساختار، خواص و کاربرد)، در دوره بیست و یکم انتخاب کتاب سال جمهوری اسلامی ایران در سال ۱۳۸۲ از طرف وزارت فرهنگ و ارشاد اسلامی
- جایزه علمی واهاک مارقوسیان از سال ۱۳۹۰ به تصویب رسید که به یک اثر علمی برتر که یک پژوهش، ابداع یا اختراع باشد اهدا می‌شود.

## آثار
واهاک مارقوسیان دارای ده‌ها مقالات چاپ شده در مجلات علمی – لاتین و مقالات چاپ شده در مجلات علمی – فارسی و مقالات ارائه شده در مجامع علمی – لاتین و مقالات ارائه شده در مجامع علمی – فارسی می‌باشد.
- کتاب:دیرگدازها انواع، خواص و کاربرد، ۱۳۸۶ خورشیدی
- کتاب:درآمدی بر تعادل فازی در سرامیک‌ها، ۱۳۷۸ خورشیدی
- کتاب:شیشه ساختار، خواص و کاربرد، ۱۳۸۶ خورشیدی
- کتاب:روش‌های عملی بررسی نمودارهای تعادلی فازی، ۱۳۹۰ خورشیدی

## جایزه علمی دکتر مارقوسیان
به احترام دکتر مارقوسیان، جایزه ملی علمی دکتر مارقوسیان به عنوان معتبرترین جایزه علمی ایران در حوزه سرامیک به نام ایشان نام گذاری شده است. این جایزه هر دو سال یکبار همزمان با کنگره ملی سرامیک به بهترین پژوهشگران در زمینه سرامیک تقدیم می شود و اعتبار ویژه ای در روزمه فرد خواهد داشت .